# هيلين بويل
أليس هيلين آن بويل (بالإنجليزية: Helen Boyle) (1869- تشرين الثاني 1957)، طبيبة إيرلندية بريطانية وعالمة نفسية. أول امرأة عملت بصفة طبيب عام في بريتون، وأول رئيسة للجمعية الملكية للطب النفسي (تدعى الآن الكلية الملكية للأطباء النفسيين). كانت بويل شغوفة بمساعدة النساء الفقيرات اللاتي يعانين من أمراض عقلية، واستخدمت هذا لافتتاح حقبة جديدة في المعالجة الملائمة للاضطرابات العقلية.

## النشأة
ولدت هيلين بويل في دبلن، ايرلندا عام 1869، درست في فرنسا وألمانيا، كان هذا قبل أن تنتقل إلى انكلترا عام 1887. درست في كلية لندن للطب الخاصة بالنساء من عام 1890 إلى عام 1893، عام 1893 تأهلت من خلال الامتحان الثلاثي الإسكتلندي والذي جعل الكليات الطبية الاسكتلندية تتعادل مع الكليات الأخرى على مستوى العالم. أصبحت بويل طبيبة مرخصة في الكلية الملكية للأطباء في إدنبرة والكلية الملكية للأطباء والجراحين في غلاسكو وتابعت لتحوز على شهادة الدكتوراه في الطب من بروكسل في عام 1894.

## المهنة
عملت بويل مساعدة طبية في مستشفى كلايبوري من العام 1894 حتى عام 1897، إذ ركزت على الاضطرابات العصبية كما في مستشفى كانينغ تاون ميشن أيضاً. خلال الوقت الذي قضته شرقي لندن كانت مصدومة من الطريقة التي كان على المرضى التعامل فيها مع الضغط العاطفي، وفي ذلك الحين كانت أول طبيبة نفسية تشخص الإصابة بالزحار العصوي بين المصابين بالأمراض العقلية في المنشأة. في وقت لاحق أصبحت بويل المشرف الطبي في مستشفى كانينغ تاون ميشن شرق لندن. ومن خلال الخبرات الأولية التي حصلت عليها في فترة عملها مع النساء الفقيرات المصابات بأمراض عقلية، قررت بويل أن تفتتح منشأةً خاصةً بها. فانتقلت إلى هوف شرق ساسكس عام 1897 حيث أنشأت مع مابل جونز مستوصف لويس رود للنساء والأطفال، والذي كان مركزاً جراحياً في راوندهيل كريسينت. وبهذا العمل أصبحت بويل أول طبيب عام في بريتون وهوف.
أشرفت جونز على مستوصف لويس رود ما سمح لبويل أن تنتقل إلى لندن لافتتاح مستشفى آخر. عام 1905 أنشأت بويل مستشفى ليدي شيشستر في بريتون للنساء اللواتي يعانين من الأمراض العقلية. قدمت المستشفى الرعاية الطبية مجاناً أو بأسعار منخفضة في بيئة تغلب عليها النساء. كانت هذه المنشأة الأولى التي تختص بعلاج الاضطرابات العقلية في مراحلها المبكرة. وهذه الممارسة انتقلت لاحقاً إلى هوف، والتي وجدت أساساً للتصدي لتحويل النساء المصابات بأمراض عقلية إلى المصحات. وكانت المنشأة الوحيدة في بريتون التي توفر رعاية داخلية للمرضى. عملت بويل في هذه المنشأة لخمسين عاماً وبقيت جزءًا لا يتجزأ من هذه الممارسة مع تغير الموقع والتوسعات. عام 1910 كانت المرأة الوحيدة التي تحدثت خلال مؤتمر نظمه فاركوهار بوزارد عن القلق والاكتئاب واضطراب (دوروية) المزاج. خلال الحرب العالمية الأولى بين العامين 1914 و1918، عملت بويل في صربيا في وحدة مستشفى رويال فري جنباً إلى جنب مع جيمس بيري، وبعد انتهاء الحرب كوفئت بميدالية الملكة إليزابيث ونجمة سانت سافا من صربيا ((Order of St. Sava.
انضمت بويل عام 1898 إلى الجمعية الملكية للطب النفسي (تدعى الآن الكلية الملكية للأطباء النفسيين). وبعد سنوات من النشاط والتفاني في هذه الجمعية أصبحت بويل أول امرأة ترأسها. عام 1955 عقدت الجمعية اجتماعها الدوري في الربيع في بريتون لإحياء الذكرى الخمسين لإنشاء مستشفى ليدي شيشستر. ساهمت أيضاً في تأسيس مجتمع الوصاية عام 1913، واتحاد النساء الطبي عام 1917، والاتحاد الدولي الطبي للنساء عام 1922، ومجلس توجيه الطفل، والرابطة الوطنية للصحة العقلية (المعروفة الآن باسم Mind).

## الوفاة والإرث
انتقلت بويل عام 1929 إلى بايكومب غرب ساسكس وتوفيت هناك في تشرين الثاني من العام 1957 بعد يوم واحد من عيد ميلادها الثامن والثمانين. كانت رائدة في الرعاية الطبية العقلية للنساء. عام 2015 نصبت لوحة زرقاء لإحياء ذكرها في معرض ألدرينغ، وسُميت شركة باصات بيرتون وهوف تيمناً بها وتكريماً لها.